# Tampu tocco
Tampu-tocco (Quechua : Tampu T'uqu) est le nom d'une cité semi-légendaire d'où serait originaire le premier inca, Manco Cápac.
À l'époque de la conquête espagnole du Pérou, les indiens situaient Tampu-tocco en lieu et place du village de Paccari Tampu. Cependant cette assertion fut souvent mise en doute. Hiram Bingham, l'explorateur qui avait découvert le Machu Picchu pensait que ce dernier pouvait être Tampu tocco.

## Légende
L'origine des incas est aujourd'hui inconnue. Cependant, deux légendes incas situent leur zone d'origine. L'une d'elles fait naître le premier inca sur le lac Titicaca, l'autre évoque la cité de Tampu-tocco (« l'auberge aux fenêtres » en quechua) d'où seraient venus les frères Ayar, dont faisait partie Manco Capac, le premier empereur inca.

## Littérature
Le nom de Tampu-tocco est très présent dans les écrits de Fernando Montesinos, qui dresse une liste de rois ayant précédé la dynastie inca et qui auraient vécu à Tampu-tocco. Le peuple en question s'appelait Amautas.